# Lane Cove North
Lane Cove North – geograficzna nazwa dzielnicy (przedmieścia), położona na terenach samorządów lokalnych Lane Cove i City of Willoughby, wchodzących w skład aglomeracji Sydney, w stanie Nowa Południowa Walia, w Australii.